# Cupidoliva
Cupidoliva is een geslacht van weekdieren uit de klasse van de Gastropoda (slakken).

## Soorten
- Cupidoliva adiorygma (Verco, 1909)
- Cupidoliva nympha (A. Adams & Angas, 1864)
- Cupidoliva solidula (Verco, 1909)